# Cặp rằng nhà tù
Cặp rằng nhà tù là một hình thức lấy tù nhân quản lý tù nhân trong nhà tù. Cặp rằng thường là tù thường phạm phạm tội giết người, cướp của. Cặp rằng quản lý mọi công việc của tù nhân khác bên trong buồng giam cũng như khi đi làm việc khổ sai bên ngoài, thậm chí được phép tra tấn tù nhân khác nếu họ có xích mích. Cặp rằng giúp các quản ngục cai trị tù nhân hiệu quả hơn và được quản ngục ưu ái hơn tù nhân. Nếu như có tù nhân nào bị cặp rằng đánh chết thì quản ngục cũng sẽ không có tội vì họ không trực tiếp đánh chết tù nhân. Nói chung, cặp rằng và quản ngục có nhiều đặc điểm gần giống nhau.

## Ở Việt Nam
Ở Việt Nam, chế độ cặp rằng được thể hiện rõ nhất là ở nhà tù Côn Đảo thời Pháp thuộc với những cặp rằng nổi tiếng hung ác với tù chính trị. Họ là những tay anh chị hung hăng, dữ dằn, còn lại là một số tù chính trị. Những tay anh chị tù khổ sai được chỉ định giúp việc cho bọn cai ngục. Những cặp rằng này thường tập hợp hơn chục lưu manh đàn em để phục dịch cho họ. Cả bọn cấu kết với nhau trút tất cả những công việc khổ sai nặng nhọc lên đầu những người tù khác. Đây là một thủ đoạn của thực dân Pháp mượn bàn tay của tù anh chị nhằm tiêu diệt những người cộng sản.

Cặp rằng đang tra tấn tù nhân tại hầm xay lúa nhà tù Côn Đảo (mô hình)

## Cặp rằng hay cập rằng
Hiện nay ở Việt Nam, danh từ cặp rằng này đôi khi còn được gọi là cập rằng và vẫn chưa có tài liệu ngôn ngữ nào xác định chính xác chính tả của danh từ này.Cặp rằng là cách gọi những người quản lí tương đương cấp tổ trưởng ở các đồn điền cao su thời Pháp, hoặc hạ sĩ quan cấp bậc Hạ sĩ, tiểu đội trưởng trong quân đội thời Pháp thuộc tại Việt Nam.. Biến âm từ chữ Caporal.